# Familia nobilă de Dolha și Petrova

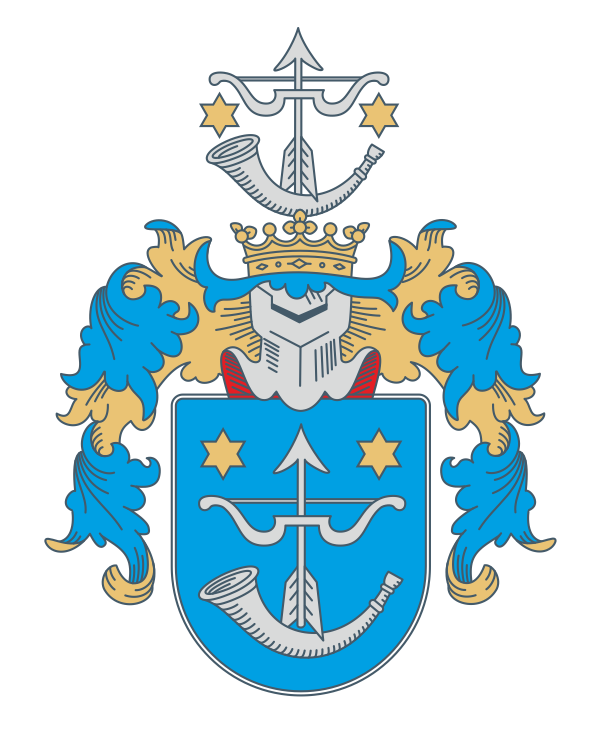
Stema familiei nobile de Dolha și Petrova

Familia nobilă de Dolha și Petrova (în maghiară Dolhay és Petrovay báró család) este o familie nobiliară de origine română foarte veche, primul membru cunoscut al familiei a fost Tatomir, voievod de Ung și Bereg care a domnit între anii 1280 și 1320. Familia a fost una dintre cele mai distinse, influente și bogate familii din Voievodatul Maramureșului, Țara Oașului, Regatul Ungariei și Transilvania.

Descendenții familiei trăiesc și astăzi în Țara Maramureșului (județul Maramureș) și Țara Oașului (județul Satu-Mare).

## Titluri
- Voievod de Ung
- Voievod de Bereg
- Cneaz de Iloșva
- Voievod de Dolha
- Voievod de Dolha Mare
- Voievod de Rozavlea
- Voievod de Laz
- Voievod de Miclăuș
- Viconte de Dolha
- Viconte de Dolha and Petrova
- Castelan de Hust
- Castelan de Tokay
- Liber Baron de Petrova
- Pretore

## Din această familie au făcut parte:
- Tatomir, voievod de Ung și Bereg
- Seneslau de Dolha, voievod de Ung
- Maxim, cneaz de Iloșva
- Crăciun de Bilca, voievod de Bereg
- Ambroziu, viconte de Dolha
- Bogdan, Liber Baron de Petrova
- Ion, viconte de Petrova
- Irina Mihalca de Dolha și Petrova (căs. Pop de Negrești)
- George, castelan de Hust
- Ion, viconte de Ung
- Seneslau, viconte de Dolha
- prof. Alexandru Filipașcu de Dolha și Petrova
- baron Vasile Mihalca de Dolha și Petrova
- dr. Gheorghe Bilașcu de Petrova